# نهاد (اسم)
نُهاد أو نِهاد هو اسم علم شخصي عربي للإناث والذكور ومعناه قدر أو زهاء أو كمية أو مدة، أي كقول نهاد مئة عام أي حوالي مئة عام. يعتبر من أكثر الأسماء المنتشرة في العالم العربي و العالم الاسلامي.

## الشخصيات
- نهاد قلعي كاتب وممثل سوري
- نهاد قهوجي لاعب كرة قدم تركي
- نهاد طربيه مغني لبناني
- نهاد المشنوق سياسي لبناني
- نهاد سيريس كاتب ومهندس سوري
- نهاد ندم فنان رقمي سوري
- نهاد نور ممثل سوري
- نهاد نجيب مذيع وصحفي عراقي
- نهاد إبراهيم شاعرة وصحفية مصرية
- نهاد أبو القمصان سياسية ومحامية وناشطة مصرية
- نهاد الجشي طبيبة وسياسية سعودية
- نهاد القاسم سياسي سوري
- نهاد البوشي لاعب كرة قدم سوري
- نهاد جيدوفيتش لاعب كرة سلة ألماني بوسني
- نهاد حداد مغنية لبنانية والمشهورة باسم فيروز
- نهاد خطيب أوغلو عالم اسلامي تركي
- نهاد زيبكجي سياسي واقتصادي تركي
- نهاد سلامة شاعرة لبنانية فرنسية
- نهاد شريف روائي مصري
- نهاد علي مصور ومخرج عراقي
- نهاد عوض ناشط اجتماعي فلسطيني أمريكي
- نهاد هيهات لاعبة كرة طائرة جزائرية